# William Byrd
William Byrd (1540/1543-1623) là nhà soạn nhạc, nghệ sĩ đàn organ người Anh. Ông cùng với Thomas Tallis trở thành hai nhà soạn nhạc quan trọng nhất của thời kỳ Phục hưng Anh. Có thể nói, William Byrd là một trong những nhà soạn nhạc xuất sắc nhất của nước Anh trong mọi thời đại. Đồng thời ông còn có chỗ đứng trong hàng những nhà soạn nhạc châu Âu xuất sắc của một trong những thời đại đáng nhớ nhất của châu Âu và thế giới.

## My Ladye Nevells Booke
My Ladye Nevells Booke là một bản thảo âm nhạc gồm 42 mảnh dành cho nhạc cụ phím của William Byrd, bản thảo này cũng là một trong những bản thảo quan trọng nhất thời kỳ phục hưng. Ladye Nevells có khả năng là Elizabeth Bacon, con gái của nữ hoàng Elizabeth I. Cuốn sách có thể là món quà mà William Byrd gửi tặng.

### Scores and recordings
- Bản nhạc miễn phí bởi William Byrd tại Dự án Thư viện Bản nhạc Quốc tế (IMSLP)
- Free scores by William Byrd trong Choral Public Domain Library (ChoralWiki)
- William Byrd – Fantasia #2 – Viol Consort on YouTube
- Free recordings of Madrigals, Latin Church Music
- Free recordings of Byrd's Ave verum corpus Lưu trữ ngày 14 tháng 3 năm 2016 tại Wayback Machine
- Free recordings of Mass for four voices and some Christmas motets
- Motet Ave Verum Corpus Lưu trữ ngày 20 tháng 5 năm 2007 tại Wayback Machine as interactive hypermedia at the BinAural Collaborative Hypertext Lưu trữ ngày 9 tháng 3 năm 2007 tại Wayback Machine
- Kunst der Fuge: William Byrd – Free MIDI files
- William Byrd and Thomas Tallis, In Chains of Gold. Dunedin Consort, DCD34008
- Ceremony & Devotion – Music for the Tudors Harry Christophers, The Sixteen (CORO)
- Complete Byrd Edition Lưu trữ ngày 30 tháng 12 năm 2008 tại Wayback Machine Andrew Carwood, The Cardinall's Musick (ASV / Hyperion)

Bản mẫu:William Byrd